# Kira Ivanova
Kira Valentinovna Ivanova (Russisch: Кира Валентиновна Иванова) (Moskou, 10 januari 1963 – aldaar, 18 december 2001) was een Russisch kunstschaatsster. Ze vertegenwoordigde de Sovjet-Unie op drie edities van de Olympische Winterspelen: Lake Placid 1980, Sarajevo 1984 en Calgary 1988. Ze is de enige soloschaatsster uit de Sovjet-Unie die een olympische medaille won.

## Biografie
Ivanova was een van de betere kunstschaatssters van haar tijd; haar kracht zat vooral in de verplichte figuren. Ze behaalde echter wisselende resultaten, waardoor ze nooit een grote internationale wedstrijd won. In 1978 veroverde Ivanova zilver bij de WK voor junioren, een jaar later gevolgd door haar eerste nationale titel. Ze nam tussen 1979 en 1981 ook deel aan EK's, WK's en de Olympische Winterspelen in Lake Placid, maar met weinig succes. Nadat ze in 1981 haar tweede Sovjettitel won, zou de Russische schaatsbond haar bijna twee jaar lang hebben verboden om deel te nemen aan internationale kunstschaatswedstrijden. De openlijke conflicten met haar coach Vladimir Kovaljov zouden zijn uitwerking hebben gehad op Ivanova's prestaties.
In 1984 keerde Ivanova terug op het internationale podium: ze werd vierde bij de EK, de WK en won de bronzen medaille bij de Olympische Winterspelen in Sarajevo. De Russin veroverde in 1985 haar enige WK-medaille, zilver, en behaalde in 1985-88 vier jaar op rij zilver bij de EK. Ivanova nam ook deel aan de Olympische Winterspelen in Calgary. Ze werd eerste bij de verplichte figuren, maar scoorde minder bij de korte en lange kür en werd uiteindelijk zevende. Tevens won ze voor de derde keer de nationale titel, waarna ze haar carrière beëindigde. Ze werd daarna kunstschaatscoach. Ivanova was alcoholist en slaagde er niet in van de drank af te blijven. Ze werd in 2001 dood gevonden in haar appartement. Ze bleek vermoord te zijn; ze had talloze messteken. Een dader werd nooit gevonden.
De Britse actrice Keira Knightley (geboren in 1985) is vernoemd naar Ivanova.

## Belangrijke resultaten
| Kampioenschap           | 77/78  | 78/79         | 79/80         | 80/81         | 81/82         | 82/83         | 83/84         | 84/85         | 85/86         | 86/87         | 87/88         |
| ----------------------- | ------ | ------------- | ------------- | ------------- | ------------- | ------------- | ------------- | ------------- | ------------- | ------------- | ------------- |
| Olympische Spelen       |        |               | 16e           |               |               |               | Brons         |               |               |               | 7e            |
| Wereldkampioenschap     |        | 18e           |               | 12e           |               |               | 4e            | Zilver        | 4e            | 5e            |               |
| Europees kampioenschap  |        | 10e           | 11e           | 7e            |               |               | 4e            | Zilver        | Zilver        | Zilver        | Zilver        |
| Nationaal kampioenschap |        | Goud          |               | Goud          |               | diskw.        |               | Zilver        | Zilver        | Zilver        | Goud          |
| WK junioren             | Zilver | geen deelname | geen deelname | geen deelname | geen deelname | geen deelname | geen deelname | geen deelname | geen deelname | geen deelname | geen deelname |
| NK junioren             | Zilver | geen deelname | geen deelname | geen deelname | geen deelname | geen deelname | geen deelname | geen deelname | geen deelname | geen deelname | geen deelname |